# Crésus
Pour les articles homonymes, voir Crésus (homonymie).
Crésus (en grec ancien Κροῖσος / Kroîsos), né vers 596 av. J.-C., est un roi de Lydie et le dernier souverain de la dynastie des Mermnades.
Durant son règne, qui s’étend d'environ 561 à 547 ou 546 av. J.-C., il conquiert la Pamphylie, la Mysie et la Phrygie jusqu'à l'Halys, mais ne parvient pas à s'implanter plus à l'est de son royaume. Il est vaincu par le roi perse Cyrus le Grand vers 547 av. J.-C.

## Biographie

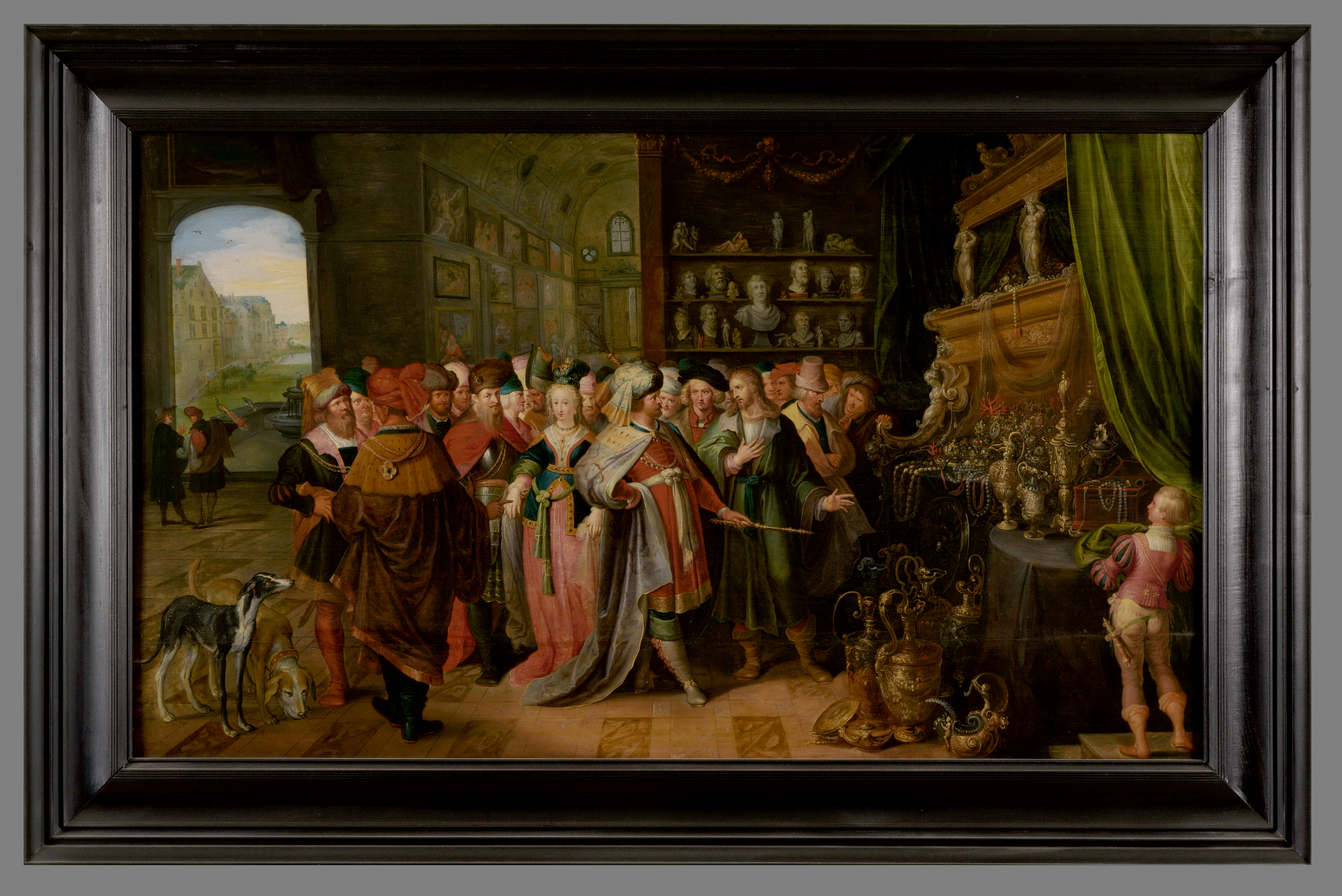
Franck II Francken (manière de), Crésus montrant ses trésors à Solon, huile sur panneau de bois, XVIIe siècle, Avignon, Musée Calvet.

### Jeunesse
Crésus est le fils d'Alyatte II, roi de Lydie (vers 640 av. J.-C. – vers 560 av. J.-C.), et d'une Carienne dont l'histoire n'a pas retenu le nom. Il est le frère de la princesse Aryènis ou Arienis, en grec ancien, Ἀρύηνις (née en 610 av. J.-C.) et le demi-frère de Pantaléon ou Panteleímon, en grec ancien Παντελεήμων, né de mère ionienne, dont le nom est également resté inconnu.
Sous l’autorité de ces deux souverains, le royaume de Lydie atteint son apogée. Sardes, capitale du royaume, riche du commerce des métaux précieux, est aussi le rendez-vous des philosophes et grands esprits de leur temps.
Alyatte II régna jusqu'à la rive gauche de l'Halys, le plus long fleuve d'Anatolie qui se jette dans la mer Noire. Il chercha à étendre son royaume vers l'Est mais se heurta à ses puissants détenteurs, les Mèdes.
La Lydie était divisée en régions dirigées par un gouverneur chargé de fournir à la cour implantée à Sardes, à une centaine de kilomètres à l'est de Smyrne, les biens et les contingents militaires dont le roi exprimait le besoin.
Avec les Grecs européens, il semble qu’Alyatte n'ait jamais entretenu de relations formelles. Avec les Grecs d'Asie Mineure dont il ne pouvait toutefois pas complètement conquérir le territoire, Alyatte II tissa des liens d'hospitalité dits ξενία (xenía), placés sous la protection de Zeus. C'est ainsi qu'il avait pris le contrôle de la Phrygie affaiblie par les incursions des nomades cimmériens.
Crésus est d'abord nommé gouverneur de la région Adramytteion, un secteur stratégique du royaume qu'il administre avec succès pendant une douzaine d'années. Alyatte II le nomme ensuite chef des armées. Par là même, Crésus entre en conflit direct avec son demi-frère Pantaléon (né d'une mère ionienne), lui aussi censé succéder à Alyatte II.

### Succession d'AlyatteII
Lorsque Alyatte II meurt, les fils enterrent leur père dans un tumulus au cimetière royal de Bin Tepe, dans la plaine de Sardes, comme tous les rois de la dynastie des Mermnades. Avec un diamètre de 335 mètres et une hauteur de 69 mètres, c'est la sépulture la plus imposante de cette époque.
Toutefois il n'est pas clair qui devait lui succéder. Beaucoup de spécialistes pensent qu'il y eut un début de guerre civile entre Crésus et Pantaléon. Hérodote écrit « Crésus ne se vit pas plus tôt en possession de la couronne que son père lui avait donnée, qu’il fit périr cruellement celui qui avait formé un parti contre lui ».
Le fait est que Pantaléon et sa mère ayant conspiré contre lui, Crésus les élimina.

### Descendance de Crésus
Crésus eut deux fils :
- un fils, affligé d'une disgrâce naturelle et que l'on crut muet parce qu'il ne proféra pas un mot avant l'adolescence. Mais en voyant un soldat prêt à percer son père pendant une bataille, il s'écria : « Soldat, ne frappe point Crésus! » ce qui sauva la vie de son père ;
- un fils, nommé Atys, surpassant en tout les jeunes gens de son âge, doué de beauté et de beaucoup d'esprit mais tenu dans l'isolement, parce qu'un songe indiqua à Crésus qu'il périrait par le fer. Tremblant pour son fils, Crésus lui choisit une épouse et l'éloigna des armées, à la tête desquelles il avait coutume de l'envoyer. Il fit enlever les dards, les piques, et toutes les armes offensives des appartements où elles étaient suspendues, et les fit entasser dans des magasins, de peur qu'il n'en tombât quelqu'une sur son fils.

### Crésus, le plus heureux des hommes
D'après Hérodote, l'Athénien Solon vint à Sardes au cours des dix années qui suivirent la promulgation de sa législation (en 594), alors que Crésus était au faîte de sa puissance. Crésus lui demanda de nommer le « plus heureux des hommes » (όλβιώτατος), pensant, grâce à sa richesse, avoir droit à ce titre ; mais Solon lui préféra Tellos d'Athènes et les modestes Argiens Cléobis et Biton, suscitant ainsi la colère de Crésus, qui le congédia.
Solon avait conclu devant Crésus : « Avant qu'il soit mort, attendons, ne disons pas encore d'un homme qu'il est heureux, disons que la fortune lui sourit ». Effectivement, Crésus ne jouit pas longtemps de son bonheur : sa sinistre prémonition se réalisa, son fils Atys, étant victime d'un accident de chasse, mortellement blessé par le javelot du Phrygien Adraste,.

### Expansion du royaume de Lydie
Comme son père, Crésus souhaite l’expansion du royaume en Asie Mineure.
À l'Est, Crésus parachève la conquête du littoral de Phrygie, d'Éolie, prend Éphèse et plusieurs cités de l'Ionie continentale en leur imposant un tribut et l’envoi à Sardes de troupes armées. Seule Milet réussit à conserver ses liens de xenía conclus avec Alyatte. En revanche, la conquête des îles ioniennes s'avère plus compliquée. En effet, Crésus n’avait pas de bateaux pour affirmer sa puissance maritime. Il décide alors de contracter des alliances avec d'autres puissances. Crésus tissa des liens commerciaux avec le pharaon égyptien Ahmôsis II (vers 570 – 526 av. J.-C.) et le roi Nabû-nā’id de Babylone (556 – 539 av. J.-C.).
Mais à la même époque, Cyrus Le Grand montre le même désir d’expansion que Crésus en Anatolie.

### Consultation des oracles
Vers 550, Cyrus II tenait prisonnier Astyage, roi des Mèdes, qu’il avait détrôné mais qui était devenu son grand-père maternel par alliance par l'effet d'un mariage censé garantir la paix. Mais Astyage était également beau-frère de Crésus puisqu'il est l'époux d'Aryenis de Lydie. Désireux d’arrêter la montée en puissance de Cyrus, irrité par cet événement tout autant que désireux d'étendre son empire vers l'Est, Crésus hésitait à entrer en guerre contre la Perse. La légende, relatée par Hérodote, veut que Crésus ait consulté préalablement les oracles de son temps : « Crésus, roi des Lydiens demanda aux oracles de Delphes et d’Amphiaraüs s’il devait marcher contre les Perses. Les deux oracles s’accordèrent dans leurs réponses. Ils prédirent l’un et l’autre à Crésus que, s’il entreprenait la guerre contre les Perses, il détruirait un grand empire, et lui conseillèrent de rechercher l’amitié des plus puissants parmi les États de la Grèce.[réf. nécessaire]
Crésus remercia les oracles par de splendides présents et ne cessa plus d’y avoir recours. Il lui demanda donc si sa monarchie serait de longue durée. La Pythie lui répondit en ces termes : « Quand un mulet sera roi des Mèdes, fuis alors, Lydien efféminé, sur les bords de l’Hermus caillouteux : garde-toi de résister, et ne rougis point de ta lâcheté. »
Cette réponse fit encore plus plaisir à Crésus que toutes les autres. Persuadé qu’on ne verrait jamais sur le trône des Mèdes un mulet, il conclut que ni lui ni ses descendants ne perdraient leur empire. » Crésus ne pensa pas une minute qu'il pourrait s'agir de son propre empire, considérant qu'un mulet — au sens propre — ne pourrait jamais être roi des Mèdes, alors que la pythie faisait allusion au fruit d'une mésalliance,(Cyrus était le fils de Mandane, une princesse mède, et de Cambyse Ier qui était un vassal de son père, le roi Astyage). Crésus conclut donc différentes alliances avec l'Égypte, Babylone et Sparte et se prépara à affronter Cyrus II.

### La chute de Crésus
Après avoir franchi l'Halys, Crésus rencontre une première fois les troupes de Cyrus lors de la bataille de Ptérie, la victoire est perse, mais Crésus est encore en possession de la majorité de son armée. L'hiver approchant, Crésus démobilise ses troupes et se replie vers Sardes, pensant qu'il avait le temps de se réorganiser. En effet, les cités grecques devenaient de plus en plus indécises, Milet faisant même des propositions diplomatiques à Cyrus, et Sparte n'avait toujours pas envoyé le contingent promis, il fallait donc du temps au roi lydien pour régler ces affaires. Mais Cyrus, génie militaire qu'il est, étudia minutieusement la situation, et conclut qu'il fallait exploiter sa position favorable malgré l'hiver ; de plus, il avait tout à redouter d'une armée lydienne de nouveau opérationnelle et prête à défendre le pays. Donc, malgré l'hiver, il déclencha l'offensive, droit vers la capitale. Crésus avait réuni une armée nombreuse devant la ville, Cyrus devait donc affronter des Lydiens certes plus nombreux, mais dos au mur, et non parés à défendre un empire dans lequel l'avancée aurait été difficile. Le Perse triompha à la  bataille de Thymbrée dans laquelle il retourne la situation en mettant la cavalerie lydienne en déroute. Privée de flexibilité, l'infanterie est encerclée puis massacrée. Assiégé dans Sardes vers 547 av. J.-C., Crésus regarde impuissant la chute de son empire, appelant des alliés qui ne seront pas là à temps, Sparte recevra le message de la chute de Sardes juste avant le départ du corps expéditionnaire. Après 14 jours, la ville est prise d'assaut par les Perses, Crésus est fait prisonnier par Cyrus et exilé dans une ville de Médie de laquelle les revenus lui permettront de maintenir son train de vie.
Les incendies concomitants de Sardes et du temple d’Apollon de Delphes, datés de 547 av. J.-C., ont pu inspirer aux prêtres du sanctuaire l’épisode de Crésus sur son bûcher pour conserver l’aura de l'oracle. En effet, selon Hérodote, Crésus est condamné au bûcher sur ordre de Cyrus II, qui voulait savoir si ce roi était vraiment doté de forces surnaturelles. Crésus pria Apollon si ardemment de le sauver, se repentant de ses desseins guerriers, et vantant les mérites de la paix, qu'il est miraculeusement exaucé : le ciel s'assombrit soudain et la pluie éteint le bûcher. Convaincu, Cyrus le libère et en fait son conseiller.

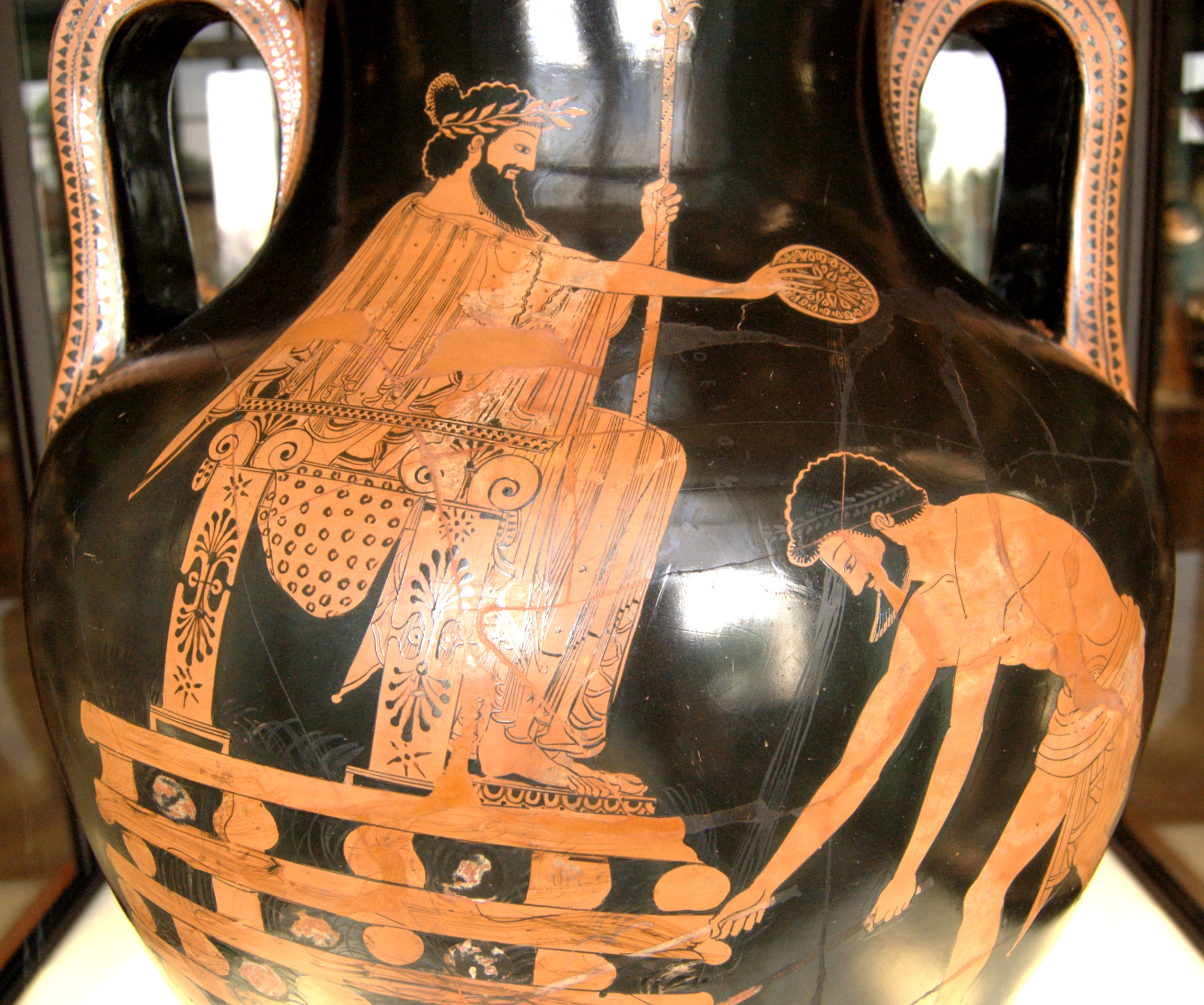
Crésus sur le bûcher, amphore à figures rouges, v. 500-490, musée du Louvre (G 197).

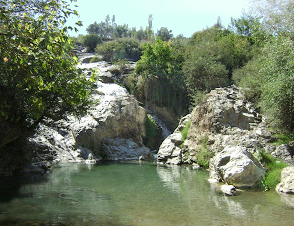
Le fleuve Pactole, source de la légendaire fortune de Crésus.

### Riche comme Crésus
Cyrus affecte à Crésus les revenus d’une ville proche de la rivière Pactole dont les sables aurifères lui assurèrent une fortune colossale. Celle-ci lui permit de bâtir sa légende par des offrandes généreuses aux temples grecs :
- il fait reconstruire le temple d'Artémis à Éphèse, l'une des Sept Merveilles du monde antique ;
- il fait porter au sanctuaire de Delphes une quantité inimaginable d'offrandes : d'après Hérodote, il offrit en sacrifice trois mille têtes de bétail, des lits recouverts de lames d'or, des coupes d'or, des vêtements teints de pourpre, cent briques en or pur, deux immenses cratères en argent et en or pour mélanger l'eau et le vin, quarante barils d'argent, une statue de sa boulangère également en or, les bijoux de son épouse et enfin un lion tout en or. Ce lion fit longtemps l'admiration des visiteurs à Delphes. Lors d'un incendie, il perdit la moitié de son poids. Le reste, encore respectable, fut placé dans le Trésor des Lacédémoniens.

Le règne de Crésus est le dernier de la dynastie des Mermnades fondée par Gygès en 687 av. J.-C.
L'oracle de Delphes ne s'était pas trompé, une grande puissance était tombée : le royaume de Lydie devint une province perse rattachée à la IIIe satrapie de l'Empire achéménide, les cités grecques furent incorporées dans l’empire perse. Plus tard, la révolte d’Ionie sera le prélude aux guerres médiques.

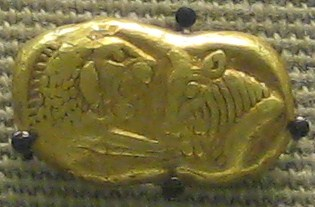
Monnaie en or de Crésus.

## Anecdote
Le nom de Crésus est resté ancré dans la langue française à travers les expressions « riche comme Crésus » et « toucher le pactole ».